# عباسی (گناوه)
عباسی، روستایی است از توابع بخش مرکزی شهرستان گناوه استان بوشهر ایران.
در این روستا حدود ۱۷۰ خانوار و جمعیت آن نزدیک به ۷۵۰ نفر می‌باشد، این روستا در ۱۲ کیلومتری شمال بندر گناوه واقع گردیده‌است. آثاری از دوره ما قبل اسلام در تپه‌ها و دره‌های اطراف روستا وجود دارد که شامل آتشکده، بقایای سفالی کارگاه‌های کوزه‌گری، برخی آثار فلزی است که مورد دستبرد جویندگان عتیقه جات‌ها قرار گرفته‌است. در این روستا شغل برخی از اهالی باغداری و دامپروری و کشاورزی بوده از جمله باغات خرما در آن وجود دارد.عنوان این روستا‌ نگین سبز حیات داوودی است.این عنوان را شاه پهلوی طی سفری که به آنجا داشت تشبیه کرد.

## جمعیت
این روستا در دهستان حیات داوود قرار دارد و بر اساس سرشماری رسمی جمعیت آن ۷۰۴ نفر (سرشماری ۹۵) می‌باشد و در سال۱۴۰۱ آمار رسمی جمعیت آن ۶۸۷۱۱ نفر (۱۵۱۲ خانوار) بوده‌است.